# Wyszogródek
Wyszogródek (ukr. Вишгородок, Wyszhorodok) – wieś na Ukrainie, w obwodzie tarnopolskim, w rejonie krzemienieckim. W 2001 roku liczyła 690 mieszkańców.

## Historia
Miejscowość była wzmiankowana po raz pierwszy w 1152 roku.
W 1921 roku większość mieszkańców Wyszogródka (97% - 944 osoby) stanowili Żydzi.
W II Rzeczypospolitej miejscowość była siedzibą wiejskiej  gminy Wyszogródek w powiecie krzemienieckim województwa wołyńskiego. 
Od lata 1941 roku okupowany przez wojska niemieckie. 16 marca 1942 roku wszystkich Żydów z Wyszogródka przesiedlono do getta w Wiśniowcu.
W lipcu 1943 roku Ukraińska Powstańcza Armia dokonała napadu na miejscowość. Według różnych źródeł wysadzono bądź spalono miejscowy barokowy kościół pw. Świętego Ducha wraz z wiernymi. W kościele zginęło około 150 osób, w tym proboszcz ks. Konstanty Turzański.